# Thurne
Thurne is een civil parish in het bestuurlijke gebied Great Yarmouth, in het Engelse graafschap Norfolk met 212 inwoners.